# Luiz Guilherme
Luiz Guilherme Deliberador Favati (Cravinhos, 18 de agosto de 1951), mais conhecido como Luiz Guilherme, é um ator, publicitário, empresário e locutor brasileiro.

## Biografia
Seu tipo físico alto, calvo e de voz grave ajudam-no a compor personagens como vilões e papéis cômicos, mas também interpreta papéis dramáticos.
Começou fazendo o O Vigilante Rodoviário, com 11 anos de idade. Depois disso, só voltou a trabalhar como ator em 1979 em A Ópera do Malandro. Participou de várias novelas, em quase todas as emissoras brasileiras, sendo que seus papéis de maior destaque foram nas novelas Kubanacan e A Lua me Disse, ambas apresentadas pela Rede Globo, e Bicho do Mato, Vidas em Jogo e Pecado Mortal, ambas da RecordTV.
Administrador de empresas e publicitário por formação, Luiz mantém em paralelo a carreira de ator, uma produtora de jingles, trilhas sonoras e locuções para peças publicitárias em São Paulo.
Dono de uma voz privilegiada, é sempre requisitado para a locução de comerciais e programas de TV, como o Novo Telecurso (o antigo Telecurso 2000), e como locutor oficial do canal Megapix. Em 2008, Narrou o DVD A Batalha dos Aflitos II - A Volta por Cima.

## Filmografia

### Televisão
| Ano  | Título                        | Personagem                          | Notas                            | Emissora          |
| ---- | ----------------------------- | ----------------------------------- | -------------------------------- | ----------------- |
| 1961 | O Vigilante Rodoviário        | -                                   | Episódio: "Zuni, o Potrinho"     | Rede Tupi         |
| 1981 | Floradas na Serra             | -                                   |                                  | TV Cultura        |
| 1982 | Conflito                      | Marcos                              |                                  | SBT               |
| 1982 | Avenida Paulista              | Homem que rapta Alex                |                                  | Rede Globo        |
| 1983 | Moinhos de Vento              | Fernando                            |                                  | Rede Globo        |
| 1984 | Rabo de Saia                  | Dr. Angostura                       |                                  | Rede Globo        |
| 1984 | Anarquistas, Graças a Deus    | Orestes                             |                                  | Rede Globo        |
| 1989 | O Cometa                      | Cabo Marcílio                       |                                  | Rede Bandeirantes |
| 1989 | Pacto de Sangue               | Francisco da Gama                   |                                  | Rede Globo        |
| 1990 | A, E, I, O... Urca            | Afonso Donazzi                      |                                  | Rede Globo        |
| 1991 | Felicidade                    | Leandro Chaves                      |                                  | Rede Globo        |
| 1995 | Telecurso 2000                | Mecânico Chefe, Locutor             |                                  | Rede Globo        |
| 1995 | Sangue do Meu Sangue          | Conde Cerdeira                      |                                  | SBT               |
| 1996 | Dona Anja                     | Francisco Salena (Chico Salena)     |                                  | SBT               |
| 1997 | Castelo Rá-Tim-Bum            | Ulisses                             | Episódio: "Gravidez"             | TV Cultura        |
| 1998 | Estrela de Fogo               | Tadeu Gomes de Oliveira             |                                  | RecordTV          |
| 1999 | Força de um Desejo            | Carrazedo                           |                                  | Rede Globo        |
| 2000 | Uga Uga                       | Turco                               |                                  | Rede Globo        |
| 2000 | Esplendor                     | Augusto Silveira                    |                                  | Rede Globo        |
| 2001 | O Direito de Nascer           | Dom Rafael Zamora de Juncal         |                                  | SBT               |
| 2002 | O Quinto dos Infernos         | Conde de Bagaceira                  |                                  | Rede Globo        |
| 2003 | Kubanacan                     | Manolo                              |                                  | Rede Globo        |
| 2004 | Seus Olhos                    | Oto                                 |                                  | SBT               |
| 2005 | A Lua Me Disse                | José Carlos (Zé Bisonho)            |                                  | Rede Globo        |
| 2005 | Clara e o Chuveiro do Tempo   | Otacílio                            |                                  | Rede Globo        |
| 2006 | Bicho do Mato                 | Camilo Brandão (Brandão)            |                                  | RecordTV          |
| 2007 | Amor e Intrigas               | Anselmo Alves                       |                                  | RecordTV          |
| 2009 | Poder Paralelo                | Lucas Sampaio                       |                                  | RecordTV          |
| 2011 | Vidas em Jogo                 | Adalberto Monteiro                  |                                  | RecordTV          |
| 2012 | Balacobaco                    | Arthur Botelho                      |                                  | RecordTV          |
| 2013 | Pecado Mortal                 | Michelle Vêneto                     |                                  | RecordTV          |
| 2014 | Milagres de Jesus             | Nicodemos                           | Episódio: "Milagres em Genesaré" | RecordTV          |
| 2016 | Escrava Mãe                   | Coronel Quintiliano Gomes do Amaral |                                  | RecordTV          |
| 2017 | Carinha de Anjo               | Adolfo Rezende                      |                                  | SBT               |
| 2018 | Tempo de Amar                 | Palamedes Junqueira                 |                                  | Rede Globo        |
| 2018 | Rio Heroes                    | Mestre Galdino                      |                                  | Fox Premium       |
| 2019 | Crimes.com                    | Apresentador                        |                                  | Discovery Channel |
| 2022 | Família Paraíso               | Pacheco                             | Episódio: "O Dinheiro"           | Multishow         |
| 2023 | O Rei da TV                   | Lombardi                            | Episódio: "O Poder dos Palcos"   | Star+             |
| 2023 | A Infância de Romeu e Julieta | Hélio Campos                        |                                  | SBT               |
| 2023 | Bugados                       | Storm                               | Temporadas 5 à 6                 | Gloob             |
| 2024 | Os Parças - A Série           | Bóris Caronte                       |                                  | Globoplay         |

### Teatro
- Ópera do Malandro de Chico Buarque.
- Viúva, Porém Honesta de Nelson Rodrigues
- Um Bonde Chamado Desejo de Tennessee Williams
- Quartet de Heiner Müller
- Brasil S.A. de Antônio Ermírio de Moraes
- SOS Brasil de Antônio Ermírio de Moraes
- Rei Lear de William Shakespeare
- Uma Questão De Imagem de Izaías Almada
- Tio Vania de Tchecov
- Ladrão Que Rouba Ladrão de Ray Cooney
- Enlace - A Loja do Ourives de Direção Jô Santana

### Cinema
| Ano  | Título                                    | Personagem            | Notas          |
| ---- | ----------------------------------------- | --------------------- | -------------- |
| 1971 | O Doce Esporte do Sexo                    | Filho                 |                |
| 1985 | Kiss of the Spider Woman                  | Agente                |                |
| 1985 | Jogo Duro                                 | Vendedor ambulante    |                |
| 1996 | Doces Poderes                             | Chefe de Informática  |                |
| 1998 | Contos de Lygia                           | —                     |                |
| 2002 | O Príncipe                                | Rudolf                |                |
| 2009 | Luiz Guilherme                            | Ele mesmo             | Documentário   |
| 2009 | Hotel Atlântico                           | Dr. Carlos            |                |
| 2010 | Viver Outra Vez                           | Jonas                 | Curta-metragem |
| 2015 | Sorria, Você Está Sendo Filmado - O Filme | Vizinho               |                |
| 2016 | Meu Amigo Hindu                           | —                     |                |
| 2016 | O Shaolin do Sertão                       | Organizador do Evento |                |
| 2016 | Apaixonados - O Filme                     | Manoel                |                |
| 2020 | O Braço Direito                           | Pizelli               |                |
| 2020 | Atração de Risco                          | Joel Carvalho         |                |
| 2020 | Água dos Porcos                           | Quiroga               |                |
| 2021 | Tormento                                  | Divino                |                |
| 2022 | Primavera                                 | Prato 3               |                |

## Prêmios e indicações
| Ano  | Prêmio               | Categoria                                 | Indicação  | Resultado |
| ---- | -------------------- | ----------------------------------------- | ---------- | --------- |
| 2022 | Prêmio Bibi Ferreira | Melhor Ator Coadjuvante em Peça de Teatro | Terremotos | Venceu    |